# Брига Алта
Брѝга А̀лта (на италиански: Briga Alta; на пиемонтски: Ra Briga Auta, Ра Брига Аута) е община в Северна Италия, провинция Кунео, регион Пиемонт. Административен център е село Пиаджа (Piaggia), което е разположено на 1310 m надморска височина. Населението на общината е 38 души (към 2016 г.).
Брига Алта е втората най-малката община в Италия по население.